# Centropogon gutierrezii
Centropogon gutierrezii là loài thực vật có hoa trong họ Hoa chuông. Loài này được (Planch. & Oerst.) E.Wimm. mô tả khoa học đầu tiên năm 1926.